# Morada del freixe
La morada del freixe (Laeosopis roboris) és una espècie de lepidòpter papilionoïdeu de la família dels licènids (Lycaenidae) present als Països Catalans.

## Distribució
Espècie endèmica del sud-oest d'Europa: només es troba a Espanya, Portugal, Andorra i costa mediterrània francesa fins als Alps. Es distribueix quasi per tota la península Ibèrica en poblacions aïllades (excepte en zones del nord-oest).

## Hàbitat
Habita en zones obertes, amb flors i arbustos. L'eruga s'alimenta de diferents espècies de freixe tals com Fraxinus excelsior, Fraxinus angustifolia i Fraxinus ornus.

## Període de vol
Vola en una generació a l'any entre finals de maig i finals de juliol, segons la localitat i l'altitud. Hibernació com a ou.